# Kępice
Kępice (do 1946 Businko, kaszb. Kãpice, niem. Hammermühle) – miasto w województwie pomorskim, w powiecie słupskim, położone na skraju Wysoczyzny Polanowskiej w dolinie rzeki Wieprzy, siedziba gminy miejsko-wiejskiej Kępice. W latach 1975–1998 miasto administracyjnie należało do woj. słupskiego, teraz należy do woj. pomorskiego.
Z historycznego punktu widzenia Kępice związane są z Pomorzem Zachodnim.
Miasto, otoczone lasami Puszczy Słupskiej
W okolicy znajduje się kilka jezior np. Obłęskie, Kryształek (nazwa gwarowa z powodu bardzo czystej wody), Łętowo, Jezioro Korzybie, Przyjezierze, Nakło. Przez miasto przepływa rzeka Wieprza.
Według danych z 31 grudnia 2022 Kepice liczyły 3 307 mieszkańców

## Nazwa
Rada Języka Kaszubskiego proponuje kaszubską formę nazwy Kãpice. 

## Historia

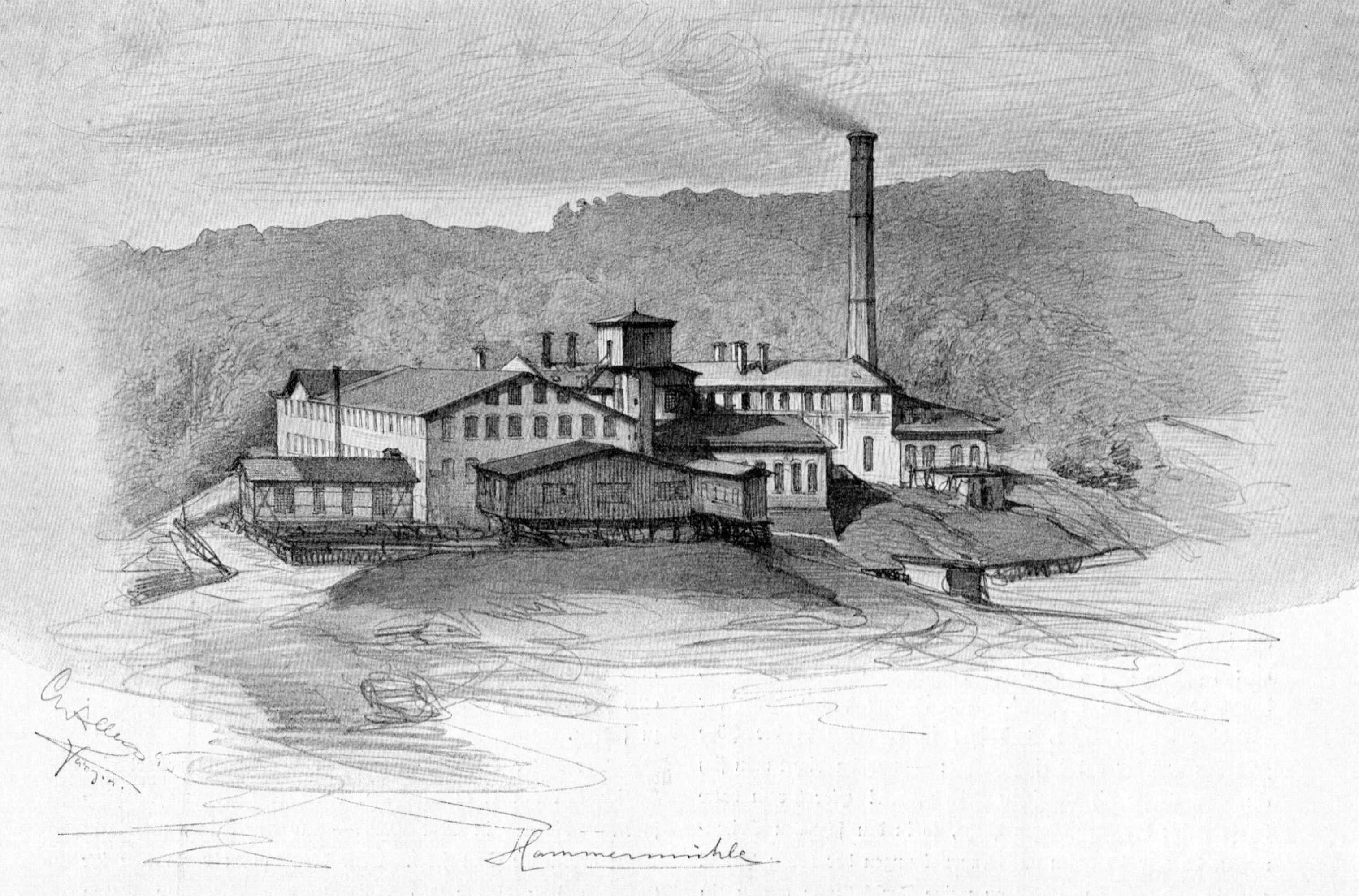
Kępice ok. 1890 roku

W X–XII w. poniżej zakładu garbarskiego w zakolu Wieprzy znajdował się gródek, po którym pozostał obrys wałów, czyli grodzisko. Przez wieki był to teren puszczy. Przyspieszony rozwój osadnictwa zaczął się w drugiej połowie XIX w.
W dolinie Wieprzy na wschód od Warcina znajdowała się kuźnia. 7 lipca 1867 ówczesny pruski premier Otto von Bismarck zakupił od Wernera Ewalda von Blumenthala majątek Warcino, dzięki dotacji w wysokości 400 tys. talarów uzyskanej po zwycięskiej wojnie prusko-austriackiej. W 1868 Bismarck zlecił wybudowanie nad Wieprzą papierni "Papierfabrik Hammermühle". Następnie powstał większy zakład w Kruszce (Fuchsmühle). Papiernie te, które od 1889 funkcjonowały pod nazwą "Varziner Papierfabrik A.G.", stały się największym przedsiębiorstwem przemysłowym na niemieckim Pomorzu Wschodnim i znaczącym producentem banknotów. Obok zakładów powstały nowe osiedla. Wraz z zakończeniem budowy linii kolejowej ze Szczecinka przez Miastko do Słupska miejscowość uzyskała dworzec kolejowy, a przez położone 7 km na północ Korzybie połączenie z linią Sławno-Bytów. W roku 1898 nowym właścicielem został Wilhelm von Bismarck, syn kanclerza Rzeszy i nadprezydent Prus Wschodnich. Po jego śmierci dobra warcińskie odziedziczył jego jedyny syn Wilhelm Nikolaus von Bismarck (1896–1940).
Po roku 1890 na potrzeby papierni i tartaku zostały uruchomione elektrownie wodne. W 1918 r. na Wieprzy istniał system czterech elektrowni: w Kępce (Kampmühle), Kruszce (Fuchsmühle), Biesowicach (Beßwitz) i Kępicach (Hammermühle). Wszystkie one, oprócz elektrowni w Kępce (obecnie zabytek), zostały zniszczone w czasie II wojny światowej.

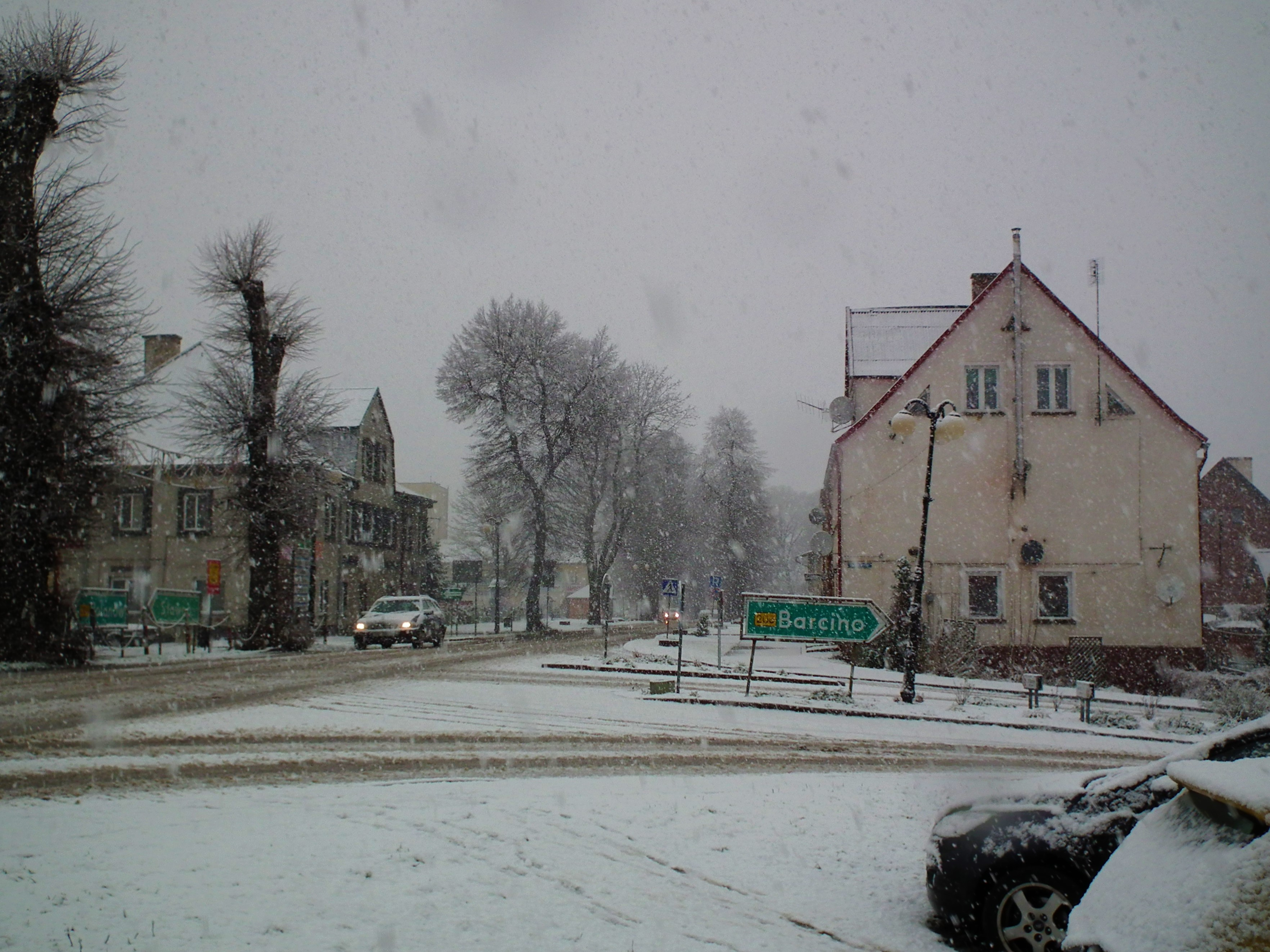
Centrum Kępic zimą (2020)

W wyniku reformy administracyjnej w 1928 doszło do scalenia osiedli znajdujących się na terenie niwy warcińskiej (Varziner Flur), czyli Kruszki, Kępic, Kępki i dworca kolejowego w jedną gminę w ramach powiatu miasteckiego pod nazwą Kępice. Coraz więcej ludzi znajdowało zatrudnienie w przemyśle. Liczba mieszkańców w 1939 wzrosła do 2169 osób.
W czasie II wojny światowej w papierniach na przymusowych robotach pracowało wielu Polaków. Wytwarzano w nich fałszywe amerykańskie dolary i angielskie funty szterlingi, służące destabilizacji gospodarek USA i Wielkiej Brytanii. Oprócz tego w czasie wojny produkowano w Kępicach i Kruszce śmigła i szyby na wyposażenie samolotów myśliwskich. Niemcy utworzyli w mieście dwa podobozy pracy przymusowej obozu jenieckiego Stalag II B.
Wśród polskich robotników przymusowych istniała komórka organizacji konspiracyjnej Odra, która została rozbita przez Gestapo w 1944.
Po ciężkich walkach w okresie między 2 i 4 marca 1945 Kępice zostały zdobyte przez Armię Czerwoną. Urządzenia fabryczne zostały zdemontowane przez Rosjan w latach 1946/47.
Po zakończeniu wojny miejscowość przeszła pod polski zarząd. Rozpoczął się proces wysiedlania ludności niemieckiej i zastępowania jej przez przesiedleńców z głębi kraju i kresów wschodnich spoza linii Curzona. Przez pierwsze powojenne miesiące ówczesna wieś nosiła nazwę Businko;, a stacja kolejowa Businko Korzybskie. Nazwę Kępice wprowadzono rozporządzeniem Ministerstwa Administracji Publicznej i Ziem Odzyskanych z dnia 12 listopada 1946 roku.
W miejsce zdemontowanej papierni i fabryki celulozy uruchomiono w 1957 garbarnię. Kępickie Zakłady Garbarskie Kegar zatrudniały do 1000 pracowników i posiadały zakłady filialne w Białogardzie i Dębnicy Kaszubskiej. Zostały sprywatyzowane w 1996. W 1958 pracownicy garbarni odbudowali zdemontowaną elektrownię wodną w Kępicach. W 1980 elektrownia została przekazana w użytkowanie do Zakładu Energetycznego w Słupsku. W 1996 dokonano gruntownej modernizacji jej urządzeń.
Przez pierwsze 15 powojennych lat Kępice były grupą niewielkich osiedli. Dopiero w styczniu 1959 otrzymały status osiedla robotniczego. Dzięki garbarni miejscowość szybko się rozwijała i 1 stycznia 1967 r. Kępice otrzymały prawa miejskie.

## Demografia

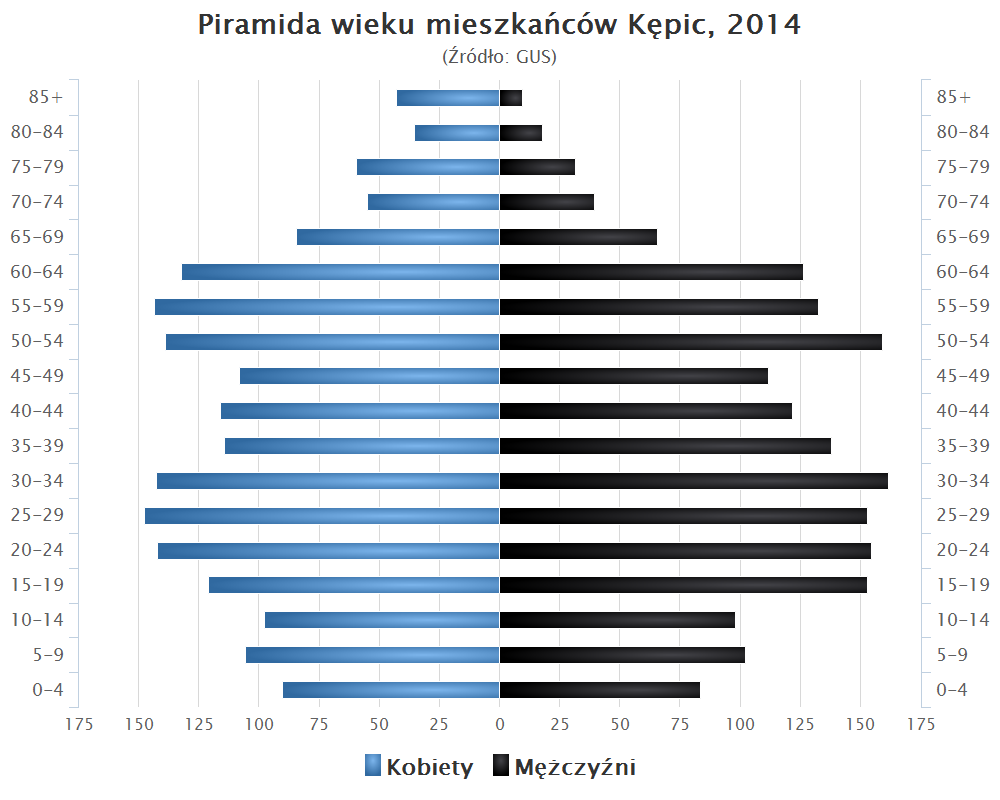
Piramida wieku mieszkańców Kępic w 2014 roku

| Rok  | Liczba ludności |
| ---- | --------------- |
| 1905 | 414             |
| 1930 | 1400            |
| 1933 | 2008            |
| 1939 | 2169            |
| 1946 | 1107            |
| 1950 | 631             |
| 1960 | 2049            |
| 1970 | 2878            |
| 1978 | 3106            |
| 1987 | 4156            |
| 2007 | 3778            |
| 2022 | 3307            |

## Transport
Przez Kępice przebiega Droga wojewódzka nr 208. Alternatywną drogą do miasta jest droga lokalna z Ciecholuba. Dobra jakość dróg powoduje krótki czas dojazdu do pobliskich miast [Słupsk - 35 minut, Miastko 32 minuty czy Koszalin 1 godzina].
Głównym przewoźnikiem autobusowym obsługującym linie do Kępic jest PKS Bytów. Obsługuje on kursy do Słupska i Miastka a także kursy szkolne do pobliskich wsi.
Przez miasto przebiega niezelektryfikowana linia kolejowa nr 405 z dwoma przystankami kolejowymi na terenie miasta Kępice i Kępka.Oba przystanki obsługuje przewoźnik Polregio.Jednak aby skorzystać z pociągów pośpiesznych należy udać do Słupska lub Sławna.

## Miasta partnerskie
- Bomlitz
- Bystra-Sidzina
- Cegłów

## Wspólnoty wyznaniowe
- Kościół rzymskokatolicki:
  - parafia Matki Bożej Różańcowej
- Świadkowie Jehowy
  - zbór[14]